# ألون جوين جونز ، بارون تشالفونت
ألون جوين جونز، بارون تشالفونت (بالإنجليزية: Alun Jones, Baron Chalfont) (و. 1919  م) هو سياسي بريطاني، هو عضوٌ في حزب العمال.

## مناصب
تولى منصب عضو مجلس اللوردات، وعضو مجلس الشورى البريطاني.

## التعليم
تعلم في مدرسة مونماوث الغربية ‏.

## الخدمة العسكرية
خدم في الجيش البريطاني.

## جوائز
حصل على جوائز منها:
- الصليب العسكري
- نيشان الامبراطورية البريطانية من رتبة ضابط.

## روابط خارجية
- ألون جوين جونز ، بارون تشالفونت على موقع مونزينجر (الألمانية)